# Apeadero de Carvalhal
El Apeadero de Carvalhal fue una plataforma ferroviaria del Ramal de Figueira da Foz, que servía a la localidad de Carvalhal, en el distrito de Coímbra, en Portugal.

## Historia

### Apertura al servicio
Este apeadero se encuentra en el tramo entre Figueira da Foz y Vilar Formoso, que fue inaugurado el 3 de agosto de 1882, por la Compañía de los Caminhos de Ferro Portugueses de Beira Alta.

### Cierre del Ramal de Figueira da Foz
El Ramal de Figueira da Foz fue cerrado al tráfico ferroviario el 5 de enero de 2009, por motivos de seguridad; la operadora Comboios de Portugal organizó un servicio de transporte de sustitución, que fue clausurado el 1 de enero de 2012.